# 파이어스톰 (1998년 영화)
《파이어스톰》(영어: Firestorm)은 미국에서 제작된 딘 셈러 감독의 1998년 액션 영화이다. 하위 롱 등이 주연으로 출연하였고 토머스 M. 헤멀 등이 제작에 참여하였다.

## 출연

### 주연
- 하위 롱 - 제시
- 스콧 글렌 - 윈트
- 윌리엄 포사이스 - 셰이
- 수지 에이미스 - 제니퍼

### 조연
- 크리스찬 허트 - 모니카
- 가윈 샌포드 - 피트
- 세바스찬 스펜스 - 카우보이
- 마이클 그레이이스 - 앤디
- 배리 페퍼 - 페커
- 블라디미르 쿨리치 - 카지
- 톰 맥베스 - 루미스

## 기타
- 미술: 리처드 페리스
- 미술: 린다 델 로사리오

## 한국판 성우진(KBS) (2001년 3월 24일)
- 강구한 - 제시(하위 롱)
- 오세홍 - 셰이(윌리엄 포사이드)
- 강희선 - 제니퍼(수지 에이미스)
- 송두석 - 윈트(스콧 글렌)
- 유만준 - 간수(데이빗 프레더릭스)
- 탁원제 - 변호사(테렌스 켈리)
- 설영범 - 카지(블라디미르 쿨리치)
- 김환진 - 피트(가윈 샌포드)
- 안종익 - 경찰(숀 캠벨)
- 성창수 - 데이비스(존 커스버트)
- 최병상 - 윌킨스(벤자민 래트너)
- 차명화 - 모니카(크리스찬 허트)
- 김민석 - 카우보이(세바스찬 스펜스)
- 성완경 - 루미스(톰 맥베스)
- 오인성 - 페커(배리 페퍼)
- 유동균 - 앤디(마이클 그레이아이스)